# Igor Barukčić
Igor Barukčić (* 5. April 1982 in Zagreb, SFR Jugoslawien) ist ein ehemaliger kroatischer Fußballspieler.

## Karriere
Barukčić spielte zu Beginn seiner Karriere für Dinamo Zagreb und stand danach bei Pula 1856, NK Hrvatski dragovoljac und Croatia Sesvete unter Vertrag. Im Januar 2007 wechselte er als einer von elf Spielern zum deutschen Zweitligisten Eintracht Braunschweig, der mit der Kampagne "Elf Siege für die Zweite Liga" den Abstieg verhindern wollte. Am Ende der Saison 2006/07 stieg Braunschweig aber in die Regionalliga ab und Barukčić, der in der Rückrunde zu vier schwach bewerteten Einsätzen gekommen war, verließ den Verein nach einem halben Jahr wieder und wechselte zurück nach Kroatien zum Zweitligisten NK Slavonac Stari Perkovci. Anschließend war er erneut für Croatia Sesvete, HNK Gorica und NK Klas Mičevec aktiv.

## Anmerkung und Einzelnachweise
1. ↑  transfermarkt.de gibt Dinamo Zagreb als Barukčićs Jugendverein an, laut Archivierte Kopie (Memento des Originals vom 27. September 2007 im Internet Archive)  Info: Der Archivlink wurde automatisch eingesetzt und noch nicht geprüft. Bitte prüfe Original- und Archivlink gemäß Anleitung und entferne dann diesen Hinweis. spielte er mit diesem Verein aber im Erwachsenenbereich in der 1. kroatischen Liga

| Personendaten    | Personendaten              |
| ---------------- | -------------------------- |
| NAME             | Barukčić, Igor             |
| KURZBESCHREIBUNG | kroatischer Fußballspieler |
| GEBURTSDATUM     | 5. April 1982              |
| GEBURTSORT       | Zagreb                     |